# Chevrolet Orlando
La Chevrolet Orlando, concept car développé par le constructeur automobile américain Chevrolet, est présenté pour la première fois au Mondial de l'automobile de Paris - Édition 2008. Fondé sur la Chevrolet Cruze, présentée également au salon de Paris, il reflète la volonté de Chevrolet d'étendre sa gamme de véhicule à une automobile 7 places.
L'Orlando est vendu en Europe, mais aussi au Canada et en Corée du Sud.

## Caractéristiques

### Design
La catégorie dans laquelle le Chevrolet Orlando se situe n'est pas clairement définie, étant donné que Chevrolet désire étendre sa gamme avec un véhicule qui combine les qualités d'un SUV, d'un monospace et d'un break familial dans une même automobile. La cassure entre la partie avant du véhicule et le pare-brise est plus nette et les passages de roues sont également très marqués.
Le design intérieur rappelle celui de la Chevrolet Malibu, notamment pour sa planche de bord. Elle n'est pas non plus sans rappeler le concept Buick Invicta ou la berline Opel Insignia. L'éclairage indirect bleuté et l'instrumentation sont un rappel direct de la Chevrolet Camaro.

### Technique
Le Chevrolet Orlando est animé par un moteur turbo Diesel de 2 litres ou un bloc essence 1,8 litre.
Le moteur essence développe 141 ch (104 kW) tandis que le diesel VCDI se décline en 130 ch (96 kW) et 163 ch (120 kW).
La version canadienne est équipée d'un moteur essence 4 cylindres ECOTECMD de 2,4 L à injection directe et calage variable des soupapes (VVT) développant 177 ch (130 kW).

### Habitacle
À vocation clairement familiale, le Chevrolet Orlando offre une grande modularité à l'intérieur. Le système d'assises modulables, disposées en gradins sur trois rangées dénommé « theater style », permet d'accueillir confortablement 7 passagers et l'empattement de 2,76 m offre à l'Orlando un vaste espace intérieur. Sa modularité permet également d'offrir un vaste espace de chargement grâce aux banquettes repliables 2/3-1/3 pour la seconde rangée et 50-50 pour la troisième. D'ailleurs, selon Chevrolet, les assises peuvent complètement s'escamoter sous le plancher.

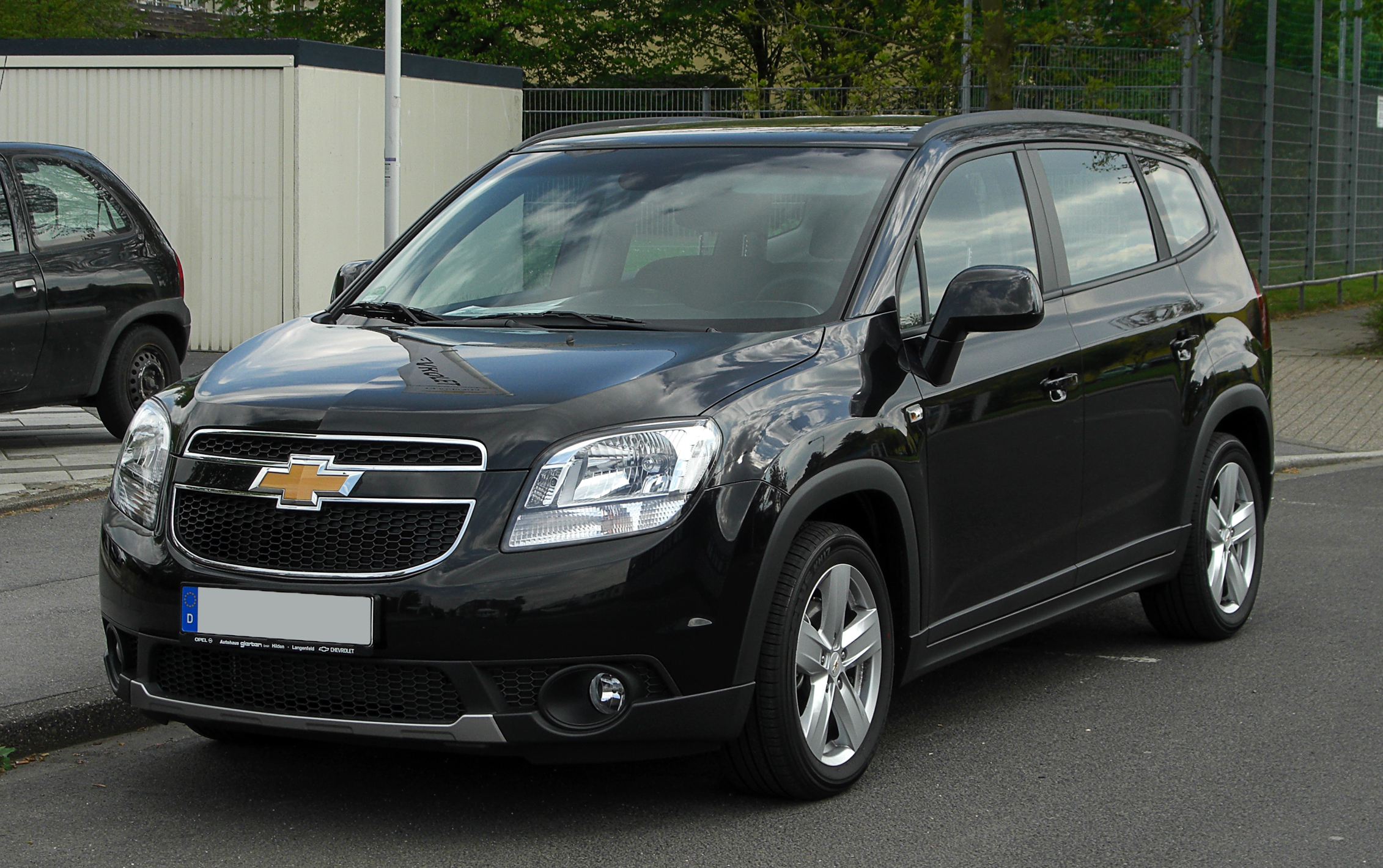
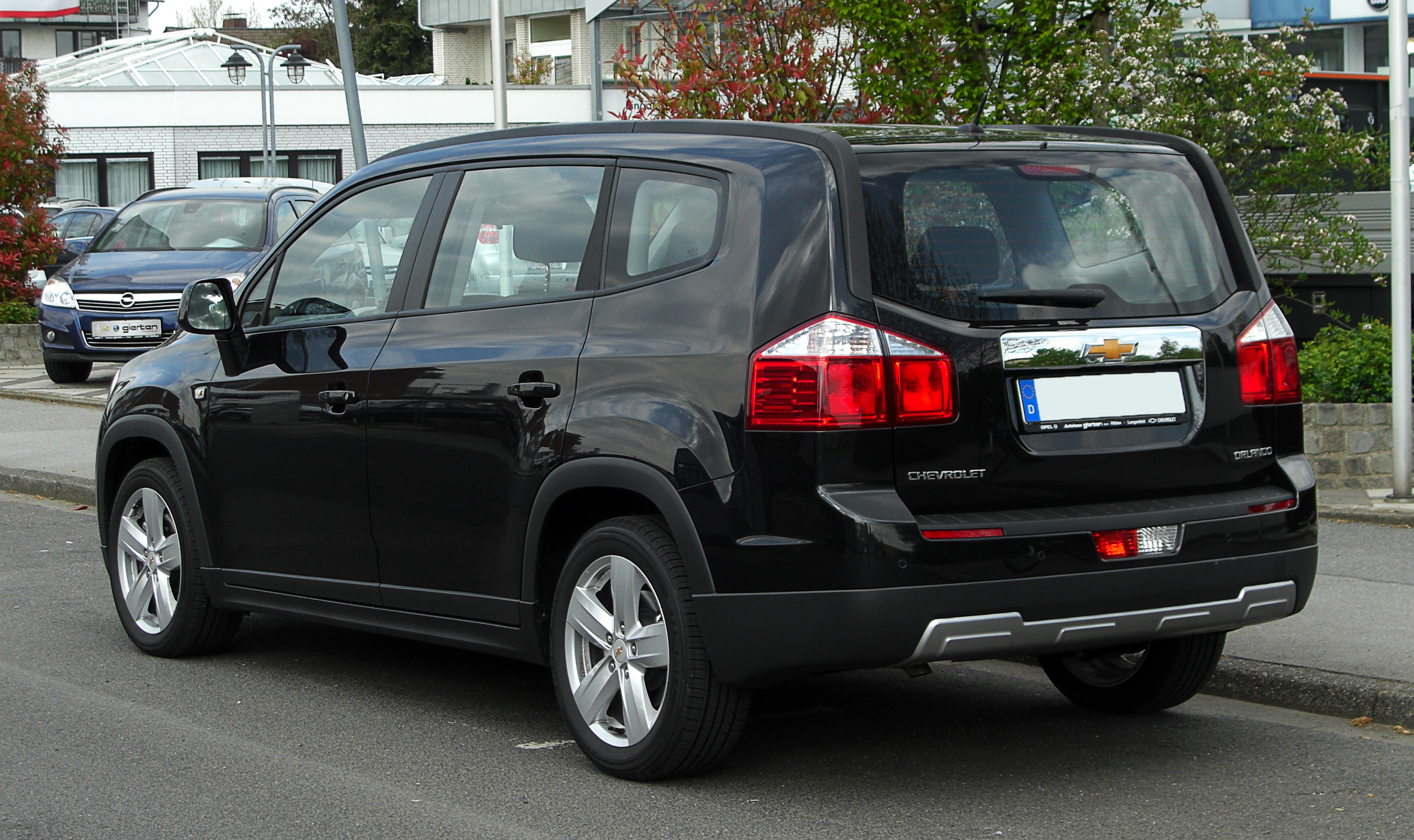

## Première génération (J309; 2011-2018)

### Concept
Le concept Orlando était un véhicule à 5 portes et 7 places basés sur la berline Chevrolet Cruze. Il comprenait une calandre à deux niveaux, des phares qui se jettent dans les ailes avant et des ailes musclées qui s'enroulent autour des roues, un moteur 4 cylindres turbo-diesel de 2,0 litres de 150 ch (110 kW) et 320 N m. Il a été dévoilé au Mondial de l'automobile de Paris 2008 et plus tard au Salon international de l'automobile de 2009.
En 2010, GM a présenté un concept de petit monospace, le GMC Granite, similaire à l'Orlando.

### Histoire
En août 2009, lors de son examen approfondi des produits, GM a présenté en avant-première l'Orlando de production et a confirmé sa production.
Le modèle de production a été dévoilé au Salon international de l'automobile de Busan 2010, suivi du Mondial de l'automobile de Paris 2010 et du Salon international de l'auto de l'Amérique du Nord 2013. La production a commencé à l'usine d'assemblage de Gunsan en Corée du Sud.
GM avait initialement prévu que l'Orlando entrerait en production aux États-Unis, mais en mai 2010, GM est revenu sur sa décision. Le Chevrolet Orlando été vendu au Canada à partir de 2011 pour l'année modèle 2012.
Le modèle européen était disponible de 2011 à 2014, lorsque la plupart des véhicules Chevrolet, à l'exception des muscle car et des voitures sportives, ont été définitivement retirés du marché européen, à l'exception de la Russie et des pays membres de la CEI. Plus tard en 2015, le Chevrolet Orlando a été interrompu sur le marché russe. L'Orlando a été abandonné pour l'année modèle 2015 au Canada.
Le moteur Diesel pour le marché coréen a été mis à jour en 2015 pour répondre aux exigences gouvernemental Euro 6. Tous les Chevrolet Orlando diesel vendus en Corée étaient équipés d'un moteur quatre cylindres en ligne CDTi de 1,6 litre externalisé par Opel.
La production mondiale de la première génération d'Orlando a pris fin en 2018, après son arrêt par GM Ouzbékistan et la fermeture de l'usine en Corée du Sud qui le produisait,.

### Moteurs
Les modèles canadiens comprenaient un moteur quatre cylindres essence à injection directe de 2,4 litres. Les modèles européens incluent des moteurs essence 1,8 litre et diesel 2,0 litres. Les modèles sud-coréens incluent des moteurs GPL de 2,0 litres et des moteurs diesel de 2,0 litres (163 ch – 120 kW) avant la mise à jour vers le diesel Opel de 1,6 litre en 2015.

### Commercialisation
Dans le cadre du lancement du Chevrolet Orlando au Royaume-Uni, une réplique en terre cuite Play-Doh grandeur nature du modèle a été dévoilée à Londres,.

## Deuxième génération (2018-aujourd'hui)
La deuxième génération d'Orlando est fabriquée en Chine par Shanghai-GM. Disponible en versions 5 et 7 places, la deuxième génération d'Orlando a été conçue pour être dans un style de carrosserie similaire à un crossover. La puissance provient d'un moteur trois cylindres turbocompressé de 1,35 L (1 349 cm3) développant 158 ch (116 kW) à 5 500 tr/min et 230 N m de 1 800 à 4 400 tr/min. La finition Red Line en option augmente la puissance du moteur à 163 ch (120 kW).